# Т'Пол
Т'Пол је измишљени лик из ТВ серије Звездане стазе: Ентерпрајз. Тумачи је америчка глумица Џолин Блејлок. Т'Пол је Вулканка. На свемирски брод „Ентерпрајз“ је послата као посматрач, а касније је постала стална чланица посаде као официр за науку. 